# 荷兰下萨克森语
荷兰下萨克森语（Nederlaands Leegsaksies）是荷蘭東北部地區的西低地德語的方言集合。荷兰下萨克森语包括了多種方言，如格羅寧根方言。關於荷兰下萨克森语的分類目前仍有有爭議。